# Acadêmicos do Porto Novo
GRES Acadêmicos do Porto Novo é uma escola de samba de São Gonçalo.
Foi quinta colocada do carnaval da cidade em 2009, com 94,5 pontos. Ao repetir a colocação no ano seguinte, foi última colocada, e deveria ter sido rebaixada, mas não foi, com o aumento de uma escola no grupo principal da cidade. Em 2011, sexta e novamente última colocada, finalmente sofreu o rebaixamento.
Foi a campeã do grupo de acesso do carnaval de 2015, porém nos dois anos seguintes a Prefeitura Municipal de São Gonçalo não realizou o carnaval na cidade.

## Segmentos

### Presidentes
| Nome                      | Mandato        | Ref. |
| ------------------------- | -------------- | ---- |
| Carlos Alberto de Almeida | ? - atualidade |      |

## Carnavais
| 2009 | 5º lugar    | Especial |  |  |                                | [ 2 ]       |  |  |  |
| 2010 | 5º lugar    | Especial |  |  |                                | [ 4 ] [ 5 ] |  |  |  |
| 2011 | 6º lugar    | Especial |  |  |                                | [ 6 ]       |  |  |  |
| 2012 | 4º lugar    | Acesso   |  |  |                                |             |  |  |  |
| 2013 | vice-campeã | Acesso   |  |  | Bené do Cavaco Elinho da Praia | [ 7 ]       |  |  |  |
| 2014 |             |          |  |  |                                |             |  |  |  |
| 2015 | campeã      | acesso   |  |  |                                | [ 3 ] [ 8 ] |  |  |  |
| 2018 |             |          |  |  |                                |             |  |  |  |
|      |             |          |  |  |                                |             |  |  |  |